# La Bazoge-Montpinçon
La Bazoge-Montpinçon é uma comuna francesa na região administrativa da Pays de la Loire, no departamento de Mayenne. Estende-se por uma área de 8,44 km². Em 2010 a comuna tinha 1 041 habitantes (densidade: 123,3 hab./km²).